# Arie IJzerman
Arie Willem (Arie) IJzerman (Rotterdam, 21 september 1879 - 's-Gravenhage, 26 april 1956) was een Nederlands belastingambtenaar en sociaaldemocratisch politicus.
Arie IJzerman was een zoon van de leraar en schooldirecteur Jacobus IJzerman en Grietje Schoolhoven, die overleed toen Arie 11 jaar oud was. Zijn vader hertrouwde met C. Overakker. Na de vijfjarige hogere burgerschool in Amsterdam volgde IJzerman een opleiding tot rijksontvanger en van 1904 tot 1911 was hij surnumerair der directe belastingen en van 1910 ontvanger der directe belastingen - eerst in Sint Pieter, later in Schermerhorn en Utrecht. In 1909 trouwde hij met Sophie Wilhelmina Charlotte Bendien, met wie hij twee dochters kreeg. De ingenieur en het liberale Kamerlid Jan Willem IJzerman was zijn oom.
Al vanaf 1904 was hij lid van de Sociaal-Democratische Arbeiderspartij, en in 1918 werd hij directeur van het bureau van de SDAP-Tweede Kamerfractie, een functie die in 1920 werd beëindigd wegens geldgebrek. Vervolgens was hij van 1920 tot 1922 parlementair redacteur van het partijblad Voorwaarts. Hij was daarvoor al een tijdje medewerker bij het geïllustreerd zondagsblad van Het Volk (1906-1907) en medewerker bij het weekblad De Notenkraker.
Van 1922 tot 1946 was IJzerman lid van de Tweede Kamer der Staten-Generaal namens de SDAP. Als Kamerlid was hij gezien zijn achtergrond een specialist voor belastingzaken, maar ook voor West-Indië en de middenstand. Hij was geen groot spreker, maar was wel fractiesecretaris. Na de Tweede Wereldoorlog was IJzerman voorzitter van de begrotingscommissie voor Financiën in de Kamer en lid van de benoemingscommissie Voorlopige Staten-Generaal. Na het eind van zijn Kamerlidmaatschap in 1946 was hij nog wel lid van het curatorium van de Wiardi Beckman Stichting en lid van de Plancommissie van de PvdA.
- Biografisch Portaal: 06173460
- Digitale Bibliotheek voor de Nederlandse Letteren: ijze004
- Gemeinsame Normdatei: 173163696
- International Standard Name Identifier: 0000 0001 4096 2851
- Nederlandse Thesaurus van Auteursnamen: 07277729X
- Parlement.com: vg09llde415h
- Virtual International Authority File: 210396332
- WorldCat: E39PBJy4cw68PGDjV3wWjK8XBP